# Арашан (Таласская область)
Арашан (кирг. Арашан, до 2001 года — Хивинка) — село в Таласском районе Таласской области Кыргызстана. Административный центр аильного округа Бердике Баатыра. Код СОАТЕ — 41707 232 843 03 0.

## Население
По данным переписи 2009 года, в селе проживало 1099 человек.

## История
Колония Гогендорф основана в 1911 г. немцами переселенцами из колонии Ак-Мечеть Хивинской области.